# Galepsus fumipennis
Galepsus fumipennis es una especie de mantis de la familia Tarachodidae.

## Distribución geográfica
Se encuentra en el Congo.